# انتخابات غیرمستقیم

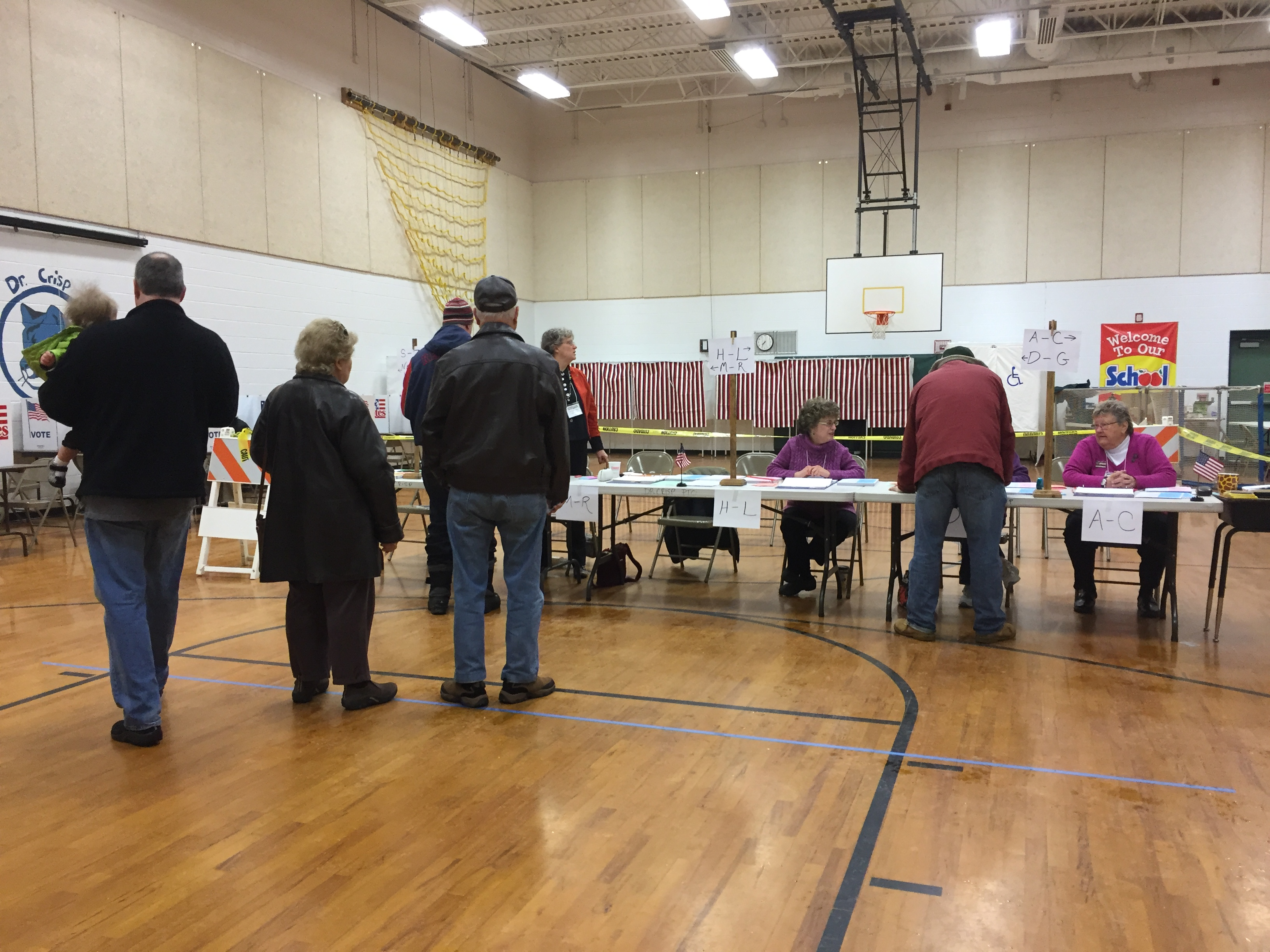
تصویری از محل اخذ رای

انتخابات غیرمستقیم به روشی اشاره دارد که در آن رأی‌دهندگان مقامات رسمی را به طور مستقیم انتخاب نمی‌کنند بلکه افرادی را بر می‌گزینند تا مقام یا مقامات مورد نظر را انتخاب نمایند. این روش یکی از کهنه‌ترین روش‌های انتخابی است که امروزه هم برای برگزیدن نمایندگان پارلمان و رؤسای جمهور کاربرد دارد.
نمونه‌هایی از مقاماتی که با انتخاب غیرمستقیم برگزیده می‌شوند را در ذیل می‌بینید:
- انتخابات ریاست‌جمهوری ایالات متحده آمریکا و معاون وی به صورت غیرمستقیم است. مردم، اعضای مجمع گزینندگان را انتخاب می‌کنند. اعضای مجمع نیز رئیس‌جمهور را بر می‌گزینند. رئیس‌جمهور آلمان نیز با روشی مشابه توسط انجمن فدرال که به همین منظور تشکیل می‌شود برگزیده می‌شود. هند و بسیاری دیگر از کشورها نیز رؤسای جمهور یا رؤسای تشریفاتی کشوری دارند که توسط پارلمان انتخاب می‌شوند.
- برخی اعضای مجالس پارلمانی شورای اروپا، سازمان امنیت و همکاری اروپا، اتحادیه اروپای غربی، ناتو توسط نمایندگانان پارلمانی کشورهای عضو انتخاب می‌شوند.
- در آلمان مردم اعضای مجالس ایالتی را انتخاب می‌کنند. اعضای انتخاب‌شده دولت ایالتی را انتخاب می‌کنند و این دولت‌ها اعضای مجلس بوندسرات را برمی‌گزنند.
- در فرانسه اعضای مجلس سنا توسط گزیننده‌هایی که به آن‌ها grands électeurs می‌گویند انتخاب می‌شوند. این افراد کسانی هستند که به صورت محلی انتخاب شده‌اند.
- اعضای مجلس سنای هند (راجیا سابا) به صورت غیرمستقیم انتخاب می‌شوند. بخش اعظم آن‌ها را قانون‌گذاران انتخاب می‌کنند. مانموهان سینگ نخست‌وزیر هند عضوی از راجیا سابا بود که توسط حزب اکثریت در لوک سابا (مجلس قانون‌گذاری) به عنوان نخست‌وزیر (بین ۲۰۰۴ تا ۲۰۱۴) انتخاب شد. به همین شکل سینگ که هیچ انتخابات مستقیم یا همگانی را نبرده به عنوان یک تکنوکرات نخست‌وزیر این کشور شد.
- مجلس سنای ایالات متحده توسط اعضای مجالس قانون‌گذاری ایالتی برگزیده می‌شدند تا اینکه در پی تلاش‌هایی که در سده‌ی گذشته صورت گرفت، هفدهمین متمم قانون اساسی در ۱۹۱۳ به تصویب رسید و شیوه‌ی آن عوض شد.

بسیاری از جمهوری‌هایی که نظام پارلمانی دارند، رئیس‌جمهور خود را به شکل غیرمستقیم انتخاب می‌کنند (آلمان، ایتالیا، استونی، لاتویا، مجارستان، هند، اسرائیل).
انتخاب دولت در بسیاری از نظام‌های پارلمانی غیرمستقیم است. رأی‌دهندگان اعضای پارلمان را انتخاب می‌کنند و نمایندگانی انتخاب‌شده، معمولاً یکی از اعضای خود را به عنوان نخست‌وزیر برمی‌گزینند تا هیأت دولت را تشکیل دهد.
- در بریتانیا، نخست‌وزیر معمولاً یکی از اعضای مجلس عوام این کشور است.
- در اسپانیا، مجلس نمایندگان نسبت به تصویب رأی اعتماد به نامزدِ شاه (که معمولاً رئیس حزب اکثریت کنگره است) اقدام می‌کنند. آن‌ها همچنین به مانیفست سیاسی او رأی می‌دهند.